# Braun
Braun AG er en tysk virksomhed, som er verdens førende inden for produktion af barbermaskiner. Virksomheden blev grundlagt i 1921 af maskiningeniøren Max Braun i Frankfurt am Main. Fra 1984 til 2005 var Braun ejet af Gillette, som købte aktiemajoriteten i 1967. Braun ejes nu fuldstændigt af Procter & Gamble, som købte Gillette i 2005.